# 16564 Коріоліс
16564 Коріоліс (16564 Coriolis) — астероїд головного поясу, відкритий 30 січня 1992 року.
Тіссеранів параметр щодо Юпітера — 3,229.